# Río Ammer
El río Ammer es un corto río de la parte meridional de Alemania, uno de los principales afluentes del río Isar, a su vez, afluente del río Danubio. Es el curso superior del río Amper, por lo que se suele referir al sistema como Ammer/Amper, que tiene una longitud total de 185 km.
Administrativamente, discurre íntegramente por el estado de Baviera.

## Geografía
El río Ammer nace en la parte sur del estado de Baviera y discurre en dirección preferentemente norte, hasta llegar al lago Ammer (Ammersee) por el sur, donde desagua. El principal emisario del lago, que sale por la margen norte, es el río Amper, que puede considerarse el curso bajo del río Ammer. El Amper desemboca finalmente en el río Isar, cerca de la ciudad de Moosburg, después de un curso total de 185 kilómetros. 
Las principales ciudades a lo largo del Ammer son Oberammergau, Fürstenfeldbruck, Dachau y Moosburg y sus principales afluentes son los ríos Glonn, Würm y Maisach.

## Referencias

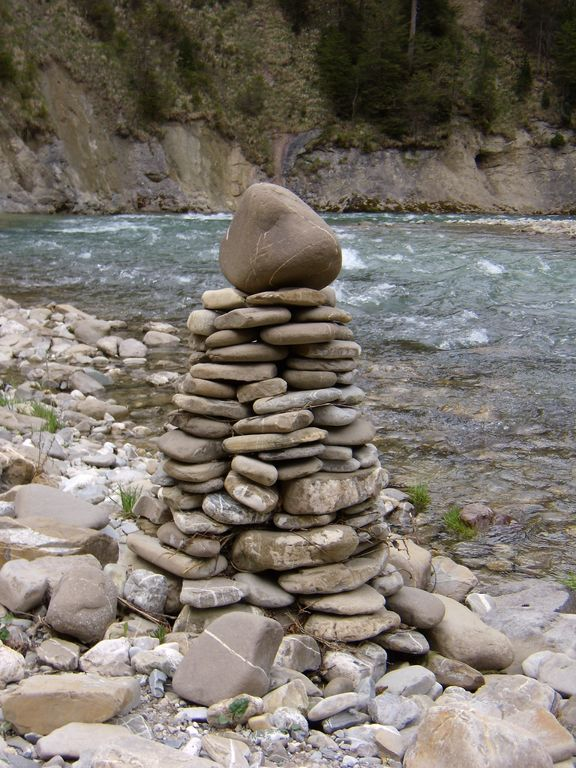
Un "Steinmanderl" en el Ammer cerca de Bad Bayersoien.